# Erromenus bibulus
Erromenus bibulus är en stekelart som beskrevs av Dmitriy R. Kasparyan 1973. Erromenus bibulus ingår i släktet Erromenus och familjen brokparasitsteklar. Arten är reproducerande i Sverige. Inga underarter finns listade i Catalogue of Life.